# Церје (Ниш)
Церје је насељено место у градској општини Пантелеј на подручју града Ниша у Нишавском округу. Налази се у планинском подручју Каменичког виса, Дебелог врха и Лабуновске реке, на око 16 км северно од центра Ниша. Према попису из 2022. било је 150 становника (према попису из 1991. било је 386 становника).

## Историја
У турским пописима из 15. века Церје се не спомиње. У попису 1564. године помиње се под садашњим називом са 26 домаћинстава и 16 неожењених и то као влашко село с примићуром Манилом, сином Боје. Асимилација сељана у србо-хришћанску рају вероватно је обављена у 16. и 17. веку. Касније се губе подаци о Церју да би било споменуто 1835. и 1841. године у вези са народном буном. У овој другој устаничкој години, заједно са осталим побуњеним селима (121 село у нишком крају), и Церје је било спаљено.
Церје је одувек имало велики атар, па су његова задружна домаћинства, поред заједничке сеоске земље, и у турском и у посттурском периоду имала крупне поседе, веће од 10 хектара. Али и поред тога Церје је у економском погледу представљало сиромашније село, оријентисано предоминантно на екстензивно планинско сточарство и продају шумског дрвета. Церје је најјаче сточарско село на сектору планине Калафат, с бројним појатама. С ових појата до 1940. године ношено је млеко за качкаваљаџиницу на потезу званом Крст, где су се у једној сезони производила око два вагона качкаваља. Осим својих, овчари Церја су током лета чували овце и домаћинстава из других села. После Другог светског рата, већ од 1955/60. године наступиле су значајније тенденције исељавања радно способног становништва, с постепеним застаревањем села (старачка домаћинства). Истовремено, већина одсељених и даље држи своје поседе на селу развијајући тиме мешовиту привреду.
У церјанском атару, године 1953, када се после једне велике кише обрушио улаз, откривена је до тада непозната Церјанска пећина. Више километара ове пећине истражено је наредне, 1954. године, а затим су је систематскије испитивали и наши познати спелеолози, др Ј. Петровић и др Ж. Мартиновић.
Према подацима пописа у Церју је 1971. године живело 99 пољопривредних, 50 мешовитих и 4 непољопривредна домаћинства.

## Саобраћај
До Церја се може доћи приградском линијом 14А ПАС Ниш - Виник - Каменица - Бреница - Каменица - Церје.

## Демографија
Крајем 19. века (1895. године) Церје је село са 53 задружна домаћинства и 600 становника, а 1930. године у њему су живела 103 домаћинства и 731 становника.
У насељу Церје живи 187 пунолетна становника, а просечна старост становништва износи 55,0 година (53,1 код мушкараца и 57,4 код жена). У насељу има 69 домаћинствa, а просечан број чланова по домаћинству је 2,17.
Ово насеље је у потпуности насељено Србима (према попису из 2002. године), а у последња три пописа, примећен је пад у броју становника.
|  |

| Демографија | Демографија | Демографија |
| Година      | Становника  | Становника  |
| ----------- | ----------- | ----------- |
| 1948.       | 935         |             |
| 1953.       | 982         |             |
| 1961.       | 917         |             |
| 1971.       | 652         |             |
| 1981.       | 512         |             |
| 1991.       | 386         | 386         |
| 2002.       | 306         | 306         |
| 2011.       | 212         |             |
| 2022.       | 150         |             |

| Етнички састав према попису из 2002.‍ | Етнички састав према попису из 2002.‍ | Етнички састав према попису из 2002.‍ | Етнички састав према попису из 2002.‍ | Етнички састав према попису из 2002.‍ |
| ------------------------------------ | ------------------------------------ | ------------------------------------ | ------------------------------------ | ------------------------------------ |
|                                      |                                      |                                      |                                      |                                      |
| Срби                                 | Срби                                 |                                      | 306                                  | 100,0%                               |
| непознато                            | непознато                            |                                      | 0                                    | 0,0%                                 |

| Година пописа     | 1948. | 1953. | 1961. | 1971. | 1981. | 1991. | 2002. |
| ----------------- | ----- | ----- | ----- | ----- | ----- | ----- | ----- |
| Број домаћинстава | 142   | 167   | 165   | 153   | 142   | 133   | 121   |

| Број чланова      | 1  | 2  | 3  | 4  | 5 | 6  | 7 | 8 | 9 | 10 и више | Просек |
| ----------------- | -- | -- | -- | -- | - | -- | - | - | - | --------- | ------ |
| Број домаћинстава | 34 | 46 | 13 | 11 | 6 | 10 | 1 | 0 | 0 | 0         | 2,53   |

| Пол    | Укупно | Неожењен/Неудата | Ожењен/Удата | Удовац/Удовица | Разведен/Разведена | Непознато |
| ------ | ------ | ---------------- | ------------ | -------------- | ------------------ | --------- |
| Мушки  | 145    | 34               | 88           | 16             | 7                  | 0         |
| Женски | 133    | 9                | 87           | 33             | 4                  | 0         |
| УКУПНО | 278    | 43               | 175          | 49             | 11                 | 0         |

| Пол    | Укупно                    | Пољопривреда, лов и шумарство | Рибарство                            | Вађење руде и камена | Прерађивачка индустрија       |
| ------ | ------------------------- | ----------------------------- | ------------------------------------ | -------------------- | ----------------------------- |
| Мушки  | 85                        | 42                            | 0                                    | 0                    | 11                            |
| Женски | 30                        | 23                            | 0                                    | 0                    | 2                             |
| УКУПНО | 115                       | 65                            | 0                                    | 0                    | 13                            |
| Пол    | Производња и снабдевање   | Грађевинарство                | Трговина                             | Хотели и ресторани   | Саобраћај, складиштење и везе |
| Мушки  | 2                         | 4                             | 7                                    | 0                    | 5                             |
| Женски | 0                         | 0                             | 2                                    | 0                    | 0                             |
| УКУПНО | 2                         | 4                             | 9                                    | 0                    | 5                             |
| Пол    | Финансијско посредовање   | Некретнине                    | Државна управа и одбрана             | Образовање           | Здравствени и социјални рад   |
| Мушки  | 0                         | 0                             | 2                                    | 0                    | 2                             |
| Женски | 0                         | 1                             | 0                                    | 2                    | 0                             |
| УКУПНО | 0                         | 1                             | 2                                    | 2                    | 2                             |
| Пол    | Остале услужне активности | Приватна домаћинства          | Екстериторијалне организације и тела | Непознато            | Непознато                     |
| Мушки  | 9                         | 0                             | 0                                    | 1                    | 1                             |
| Женски | 0                         | 0                             | 0                                    | 0                    | 0                             |
| УКУПНО | 9                         | 0                             | 0                                    | 1                    | 1                             |

## Саобраћај
До насеља се може доћи приградском аутобуском линијом ПАС Ниш—Церје (линија бр. 14А).